# جيمس غريغوري (ممثل)
جيمس غريغوري (بالإنجليزية: James Gregory)‏ مواليد 23 ديسمبر 1911 في ذا برونكس، الولايات المتحدة - الوفاة 16 سبتمبر 2002 في سيدونا، الولايات المتحدة، هو ممثل أمريكي بدأ مسيرته الفنية سنة 1939. امتدت مسيرته الفنية لأكثر من 61 عاما.

## الأعمال
- المدينة العارية
- ذا فيرجينيان
- بونانزا
- غان سموك
- أبناء كيتي إلدر
- هوجانز هيروز
- أيرون سايد
- كولمبو
- ميشين إمبوسيبول
- بارني ميلر

## روابط خارجية
- جيمس غريغوري على موقع IMDb (الإنجليزية)
- جيمس غريغوري على موقع ألو سيني (الفرنسية)
- جيمس غريغوري على موقع أول موفي (الإنجليزية)
- جيمس غريغوري على موقع قاعدة بيانات برودواي على الإنترنت (الإنجليزية)
- جيمس غريغوري على موقع قاعدة بيانات الأفلام السويدية (السويدية)
- جيمس غريغوري على موقع إن إن دي بي (الإنجليزية)
- جيمس غريغوري على موقع قاعدة بيانات الفيلم (الإنجليزية)
- جيمس غريغوري على موقع كينوبويسك (الروسية)